# Rise of the Wise
Rise of the Wise četvrti je i konačni studijski album mađarskog power metal sastava Wisdom. Album je 26. veljače 2016. objavila diskografska kuća NoiseArt Records.

## Popis pjesama
| 1.    | »Over the Wall« (instrumentalna) | 1:05 |
| 2.    | »Ravens' Night«                  | 4:03 |
| 3.    | »My Heart Is Alive«              | 5:00 |
| 4.    | »Hunting the Night«              | 4:02 |
| 5.    | »Hero«                           | 3:07 |
| 6.    | »Through the Fire«               | 4:25 |
| 7.    | »Nightmare of the Seas«          | 3:25 |
| 8.    | »Believe in Me«                  | 3:32 |
| 9.    | »Secret Life«                    | 3:09 |
| 10.   | »Welcome to My Story«            | 4:26 |
| 11.   | »Rise of the Wise«               | 6:00 |
| 42:14 |                                  |      |

## Zasluge
Wisdom
- Tamás Tóth — bubnjevi
- Máté Molnár — bas-gitara
- Gábor Kovács — gitara
- Gábor Nagy — vokali
- Máté Bodor — gitara

Dodatni glazbenici
- Joakim Brodén — vokali (na 11. pjesmi)

Ostalo osoblje
- Gábor Kovács — inženjer zvuka, miksanje, mastering
- Gyula Havancsak — naslovnica
- Krisztina Mate — fotografija
- Bence Brucker — snimanje (zbora)